# Robert Siatka
Robert Siatka (Le Martinet, 1934. június 20. –) francia válogatott labdarúgó, edző.
A francia válogatott tagjaként részt vett az 1960-as Európa-bajnokságon.

## Sikerei, díjai

### Játékosként
Stade Reims
- Francia bajnok (4): 1954–55, 1957–58, 1959–60, 1961–62
- Francia kupa (1): 1957–58

Nantes
- Francia bajnok (1): 1964–65